# Ægyptiaca Leodiensia
Pour les articles homonymes, voir Aegyptiacus, Aegyptiaca et Aegyptiacum.
Ægyptiaca Leodiensia est le titre des publications égyptologiques d'une des séries d'ouvrages édités pour différents services de l'université de Liège.
La série Ægyptiaca Leodiensia est publiée par le centre d'informatique de philosophie et lettres (CIPL) de l'université, sous la responsabilité de Jean Winand.